# Macario il Grande
Macario il Grande (300 – Scete, 390) è stato un abate e monaco egiziano.
È venerato come santo dalla Chiesa copta ortodossa, dalla Chiesa ortodossa e dalla Chiesa cattolica ed è chiamato anche Macario l'Egiziano
È considerato il fondatore della regione monastica nota con il nome di Scete. Dopo essere stato cammelliere, occupato nel trasporto del salnitro, nel 320 si ritirò in una cella sul limite di un villaggio egiziano. Non deve essere confuso con l'omonimo e contemporaneo san Macario di Alessandria.

## Biografia
Discepolo di sant'Antonio abate, tra il 330 e il 340 incontrò il maestro e visse a lungo con lui.
Si ritirò all'inizio in un villaggio dove fu ordinato presbitero. Qui fu soggetto a calunnia da parte di una giovane donna che lo accusò di averla messa incinta. Quando si scoprì la menzogna della giovane, al momento del parto, nel 330 Macario decise di fuggire le lodi della gente e di allontanarsi nel deserto. Attorno a lui si riunirono numerosissimi monaci che divennero suoi figli spirituali.
Egli fondò un primo gruppo di discepoli tra cui Sisoe, Isaia, Aio: dopo il 356 la colonia monastica di Scete era già numerosa, così si creò un secondo gruppo di discepoli tra cui Mosè e Pafnuzio.
Nel 373 venne esiliato da Lucio (vescovo ariano di Alessandria) in un'isola del Nilo: qui creò un terzo gruppo di discepoli tra i quali Zaccaria e Teodoro di Ferme.
Nel 388 visitò Nitria e due anni dopo nel 390 morì a Scete.

## Il culto
La sua festa liturgica era fissata in giorni diversi secondo i numerosi sinassari copti e bizantini. Attualmente nella Chiesa copta ortodossa la sua dipartita è festeggiata il 5 aprile (27 paremhat) mentre il ritorno del suo corpo al suo monastero a Scete il 25 agosto (19 mesori). In Occidente fu Adone che per primo l'introdusse al 19 gennaio In Aegypto beati Macharii abbatis, discipuli beati Antonii, questa formula e giorno furono mantenuti da Cesare Baronio nel Martirologio Romano.

## Opere
Di lui resta oggi una Lettera ai figli, tutta incentrata sui due obiettivi connessi della purificazione e della contemplazione («aprire l'occhio del cuore»). Inoltre, si profila già qui la questione del rapporto tra grazia e libera iniziativa del solitario nello sforzo ascetico che ne determina l'ascensione spirituale: la soluzione consiste nell'affermare un'alternanza tra le due, in una sorta di avvicendamento regolato da Dio, ora presente (per sostenere) ora assente (per mettere alla prova).